# Inkinga
Inkinga is een geslacht van weekdieren uit de klasse van de Gastropoda (slakken).

## Soorten
- Inkinga carnosa Kilburn, 2005
- Inkinga cockae (Kilburn, 1977)
- Inkinga platystoma (E. A. Smith, 1877)